# Bernd Bobrich

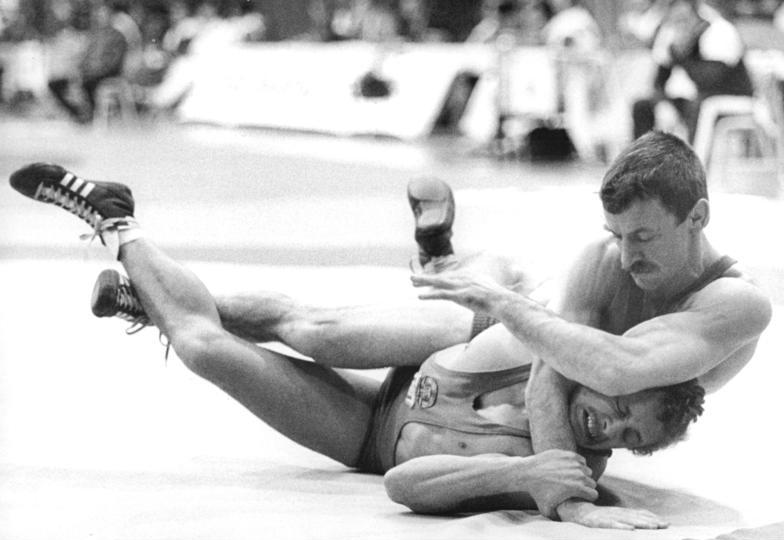
Bernd Bobrich siegt bei den DDR-Freistilmeisterschaften 1985 gegen Olaf Tölle

Bernd Bobrich (* 6. Januar 1955 in Leuna) ist ein ehemaliger deutscher Ringer.

## Werdegang
Bobrich begann bereits als Kind mit dem Ringen. Aufgrund seines Talents wurde er an die Kinder- und Jugendsportschule Halle aufgenommen. Er wurde Mitglied des SC Chemie Halle und wurde von den dortigen Trainern um Alois Pachmann in die europäische Spitzenklasse der Freistilringer geführt.
1974 und 1975 wurde Bobrich DDR-Juniorenmeister im Fliegengewicht und 1976 erstmals DDR-Meister im Bantamgewicht. Im Juniorenbereich erreichte er außerdem bei der Junioren-Europameisterschaft 1974 in Haparanda den 6. Platz und bei der Junioren-Weltmeisterschaft 1975 in Haskowo/Bulgarien den 4. Platz, jeweils im Fliegengewicht.
1977 wurde Bernd Bobrich im türkischen Bursa erstmals bei einer Weltmeisterschaft eingesetzt und kam auf den 9. Platz. Bei der Europameisterschaft 1978 in Sofia landete er nach einem Sieg über den Schweizer Kuratli und zwei knappen Punktniederlagen auf dem 7. Platz.
Bei der Europameisterschaft 1979 in Bukarest verpasste Bernd mit dem 4. Platz im Bantamgewicht knapp eine Medaille. Bei der Weltmeisterschaft des gleichen Jahres in San Diego war nach zwei Niederlagen bald Endstation für ihn. Im Jahr 1980 kam er bei der Europameisterschaft in Prievidza auf einen 5. Platz, wurde aber nicht für die Olympischen Spiele in Moskau nominiert.
Bei der Europameisterschaft 1981 in Łódź feierte Bobrich mit dem Gewinn des Vizeeuropameister-Titels einen ersten großen Erfolg. Er benötigte dafür vier Siege und verlor nur gegen den Bulgaren Stefan Iwanow. Bei der Weltmeisterschaft des gleichen Jahres in Skopje kam er in seinem Pool auf den 4. Platz und im Gesamtergebnis auf den 9. Rang.
1983 belegte Bernd Bobrich sowohl bei der Europameisterschaft in Budapest als auch bei der Weltmeisterschaft in Kiew hervorragende fünfte Plätze. Einen 5. Platz erreichte er auch bei der Europameisterschaft 1984 in Jönköping. Eine Teilnahme an den Olympischen Spielen 1984 in Los Angeles blieb Bernd durch den Boykott dieser Spiele durch die DDR-Regierung versagt.
Zum Abschluss seiner Karriere wurde Bobrich erneut Vizeeuropameister im Bantamgewicht bei den Europameisterschaften 1985 in Leipzig.
Nach Beendigung seiner aktiven Ringerlaufbahn wurde Bernd Bobrich Trainer und wirkte unter anderem im Badischen Ringerverband.

## Internationale Erfolge
(WM = Weltmeisterschaft, EM = Europameisterschaft, F = Freistil, Fl = Fliegengewicht, Ba = Bantamgewicht, damals bis 52 kg bzw. 57 kg Körpergewicht)
- 1974, 6. Platz, Junioren-EM in Haparanda
- 1975, 4. Platz, Junioren-WM in Haskowo/Bulgarien
- 1977, 9. Platz, WM in Bursa
- 1978, 7. Platz, EM in Sofia
- 1979, 4. Platz, EM in Bukarest
- 1979, 11. Platz, WM in San Diego
- 1980, 5. Platz, EM in Prievidza
- 1981, 2. Platz, EM in Łódź
- 1981, 7. Platz, WM in Skoplje
- 1983, 5. Platz, EM in Budapest
- 1983, 5. Platz, WM in Kiew
- 1984, 5. Platz, EM in Jönköping
- 1985, 2. Platz, EM in Leipzig

## DDR-Meisterschaften
- 1974, 3. Platz,
- 1976, 1. Platz
- 1977, 1. Platz
- 1978, 3. Platz
- 1979, 1. Platz
- 1983, 1. Platz
- 1985, 1. Platz